# ژنتیک رنگ‌آمیزی آگوتی

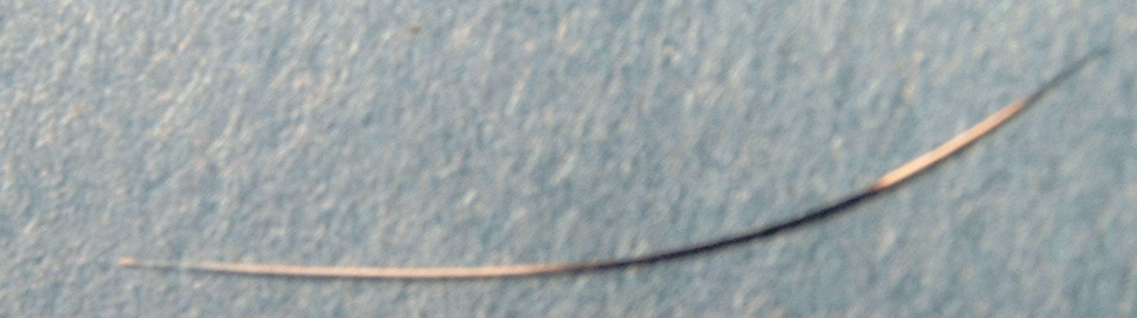
موی گربه با نوارهای روشن و تیره ناشی از تولید متناوب پروتئین سیگنال‌دهنده آگوتی و α-MSH

ژن آگوتی، پروتئین سیگنال‌دهنده آگوتی (ASIP) پاسخگوی تغییر رنگ در بسیاری از گونه‌ها است. آگوتی با اکستنشن رنگ ملانین تولیدشده در مو را تنظیم می‌کند. پروتئین آگوتی سبب تولید فئوملانین قرمز تا زرد می‌شود، در حالی که مولکول رقیب α-MSH سیگنال تولید یوملانین قهوه‌ای تا سیاه را می‌دهد. در موش‌های نوع وحشی، چرخه‌های دوره‌ای تولید آگوتی و α-MSH سبب رنگ‌آمیزی آگوتی می‌شود. هر مو دارای نوارهای زرد است که در طول تولید آگوتی رشد می‌کند و سیاه است که در طول تولید α-MSH رشد می‌کند. موش‌های نوع وحشی نیز شکم روشنی دارند. رنگ موها در تمام طول آنها کرمی است، زیرا پروتئین آگوتی در تمام مدت رشد موها تولید می‌شود.
در موش‌ها و گونه‌های دیگر، جهش‌های کارکردی از دست دادن عموماً سبب رنگ تیره‌تر می‌شوند، در حالی که جهش‌های افزایش کارکرد سبب زرد شدن پوشش می‌شوند.

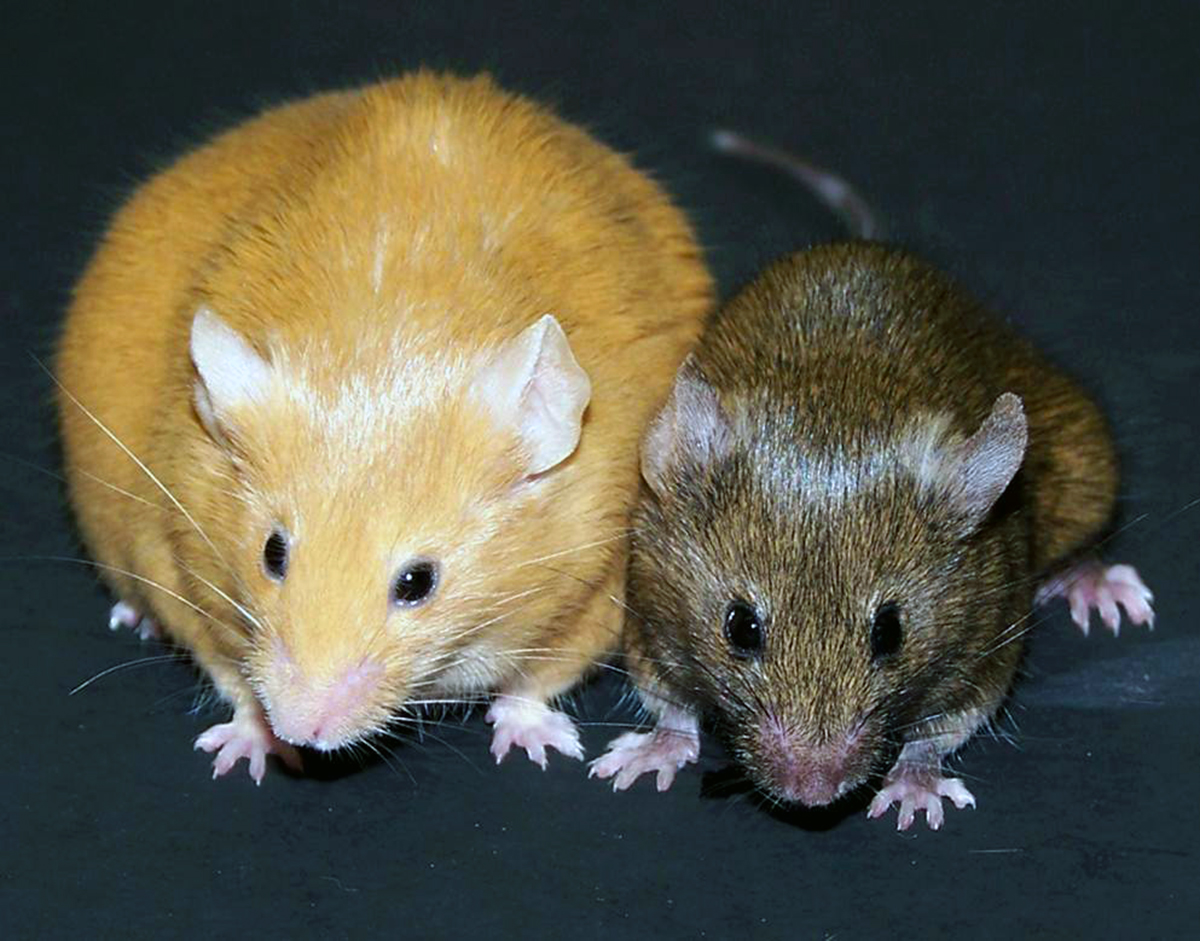
هر دوی این موش‌ها آگوتی زردرنگ زنده هستند. با این حال، موش سمت راست آن را به دلیل متیلاسیون اپی‌ژنتیک بیان نمی‌کند.

| آلل      | نماد | نگاره | توضیح                                                                                                | جهش                                                 |
| -------- | ---- | ----- | --- | --------------------------------------------------- |
| آگوتی    | آ    |       | الگوی گربه خط‌دار به لطف یک ژن عملکردی آگوتی                                                          | نوع وحشی                                            |
| نوناگوتی | آ    |       | سیاه، که بدون ژن عملکردی آگوتی است و بنابراین نمی‌تواند به MC1R سیگنال دهد تا رنگدانه قرمز تولید کند. | یک حذف ۲ جفت مبنا سبب از بین رفتن کامل عملکرد می‌شود |

| آلل  | نماد | نگاره | توضیح                                                                                              | جهش                        |
| ---- | ---- | ----- | -------------------------------------------------------------------------------------------------- | -------------------------- |
| خلیج | آ    |       | الگوی کهر به دلیل یک ژن عملکردی آگوتی. بدن قرمز است، در حالی که "نقاط"، یال، دم و ساق پا سیاه است. | نوع وحشی                   |
| مشکی | آ    |       | اسب‌های سیاه رنگدانه‌های سیاه را در کل پوشش تولید می‌کنند، زیرا بدون پروتئین عملکردی آگوتی هستند.     | حذف ۱۱ جفت پایه در اگزون 2 |

| آلل              | نماد   | تصویر | شرح                                         | جهش                                     |
| ---------------- | ------ | ----- | ------------------------------------------- | --------------------------------------- |
| نقاط نورانی      | آ      |       | یک الاغ خاکستری با شکم سفید و دور پوزه سفید | نوع وحشی                                |
| بدون نقاط نورانی | یک nlp |       | یک الاغ خاکستری بدون مناطق سفید             | یک پلی‌مورفیسم تک‌نوکلئوتیدی pc.349 T > C |

| آلل          | نماد  | نگاره | توضیح | جهش                                                               |
| ------------ | ----- | ----- | --- | ----------------------------------------------------------------- |
| آگوتی        | آ     |       | شاه بلوطی، گاهی آگوتی نامیده می‌شود. موها نوارهای سیاه و زرد و شکم روشن است. این شبیه موش آگوتی شکم‌روشن است.                                                           | نوع وحشی                                                          |
| مشکی و برنزه | یک تی |       | سمور سیاه، سیاه با شکم سفید. خرگوش‌های قهوه‌ای مایل به زرد همه این رنگ‌ها هستند، اما همچنین دارای الگوی نوار پهن و رنگ موز هستند که سبب می‌شود شکم آنها نارنجی آتشین شود. | حذف ۱۱ کیلوبایت در ناحیه پروموتر خاص چرخه مو                      |
| نوناگوتی     | آ     |       | خود سیاه. همه موها کاملاً مشکی هستند. | درج تغییر قاب یک جفت پایه در اگزون ۲ سبب از بین رفتن عملکرد می‌شود |